# Thomas Sopwith
Thomas Sopwith (Kensington, 18 gennaio 1888 – Hampshire, 27 gennaio 1989) è stato un aviatore, progettista, imprenditore e hockeista su ghiaccio britannico, fondatore della casa aeronautica Sopwith Aviation Company.

## Biografia
Sir Thomas Octave Murdoch Sopwith, CBE, Hon FRAeS nacque a Kensington (Londra), il 18 gennaio 1888. Fu l'ottavo figlio e unico maschio di Thomas Sopwith, ingegnere civile, e sua moglie Lydia Gertrude Messiter. Studiò alla Cottesmore School di Hove (Regno Unito) e al Seafield Park engineering college di Hill Head.
All'età di dieci anni, durante una vacanza sull'isola di Lismore, vicino a Oban (Scozia), un colpo accidentale colpì il padre, uccidendolo. Questo accadimento segnò Sopwith per il resto della sua vita.
Sopwith si interessò di motociclismo, partecipando alla 100-mile Tricar del 1904 dove vinse una medaglia. Provò anche i palloni aerostatici, con la prima ascensione nel pallone Charles Rolls nel giugno 1906. Assieme a Phil Paddon comperò anche un pallone aerostatico dalla Short Brothers. Aprì una concessionaria di auto con Phil Paddon, la Paddon & Sopwith in Albermarle Street a Picadilly, Londra.
Fu campione di hockey su ghiaccio, pattinaggio su ghiaccio e giocò come portiere durante il Princes Ice Hockey Club del 1908 con il C. P. P. Paris, durante la stagione 1909–10. Fu membro della nazionale di hockey su ghiaccio maschile del Regno Unito con la quale vinse la prima medaglia al Campionato europeo di hockey su ghiaccio del 1910.

## Aviazione

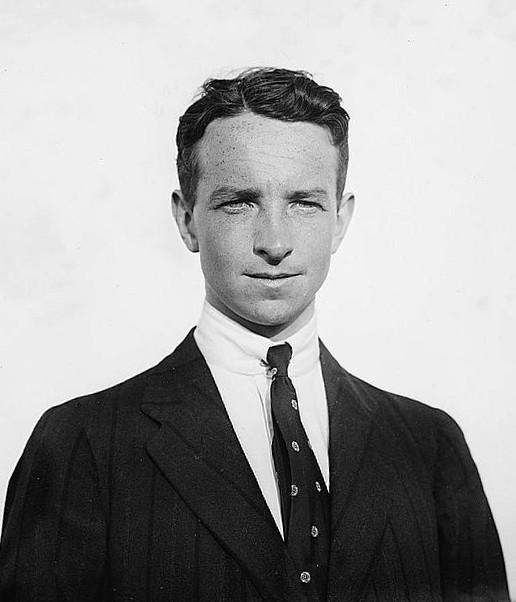
Sopwith nel 1911

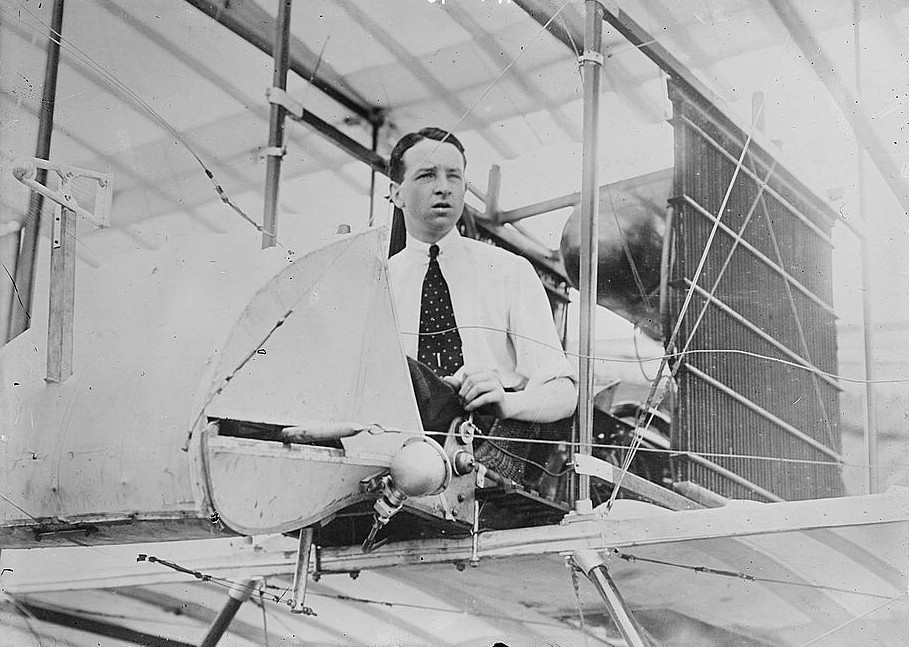
Sopwith nel 1911

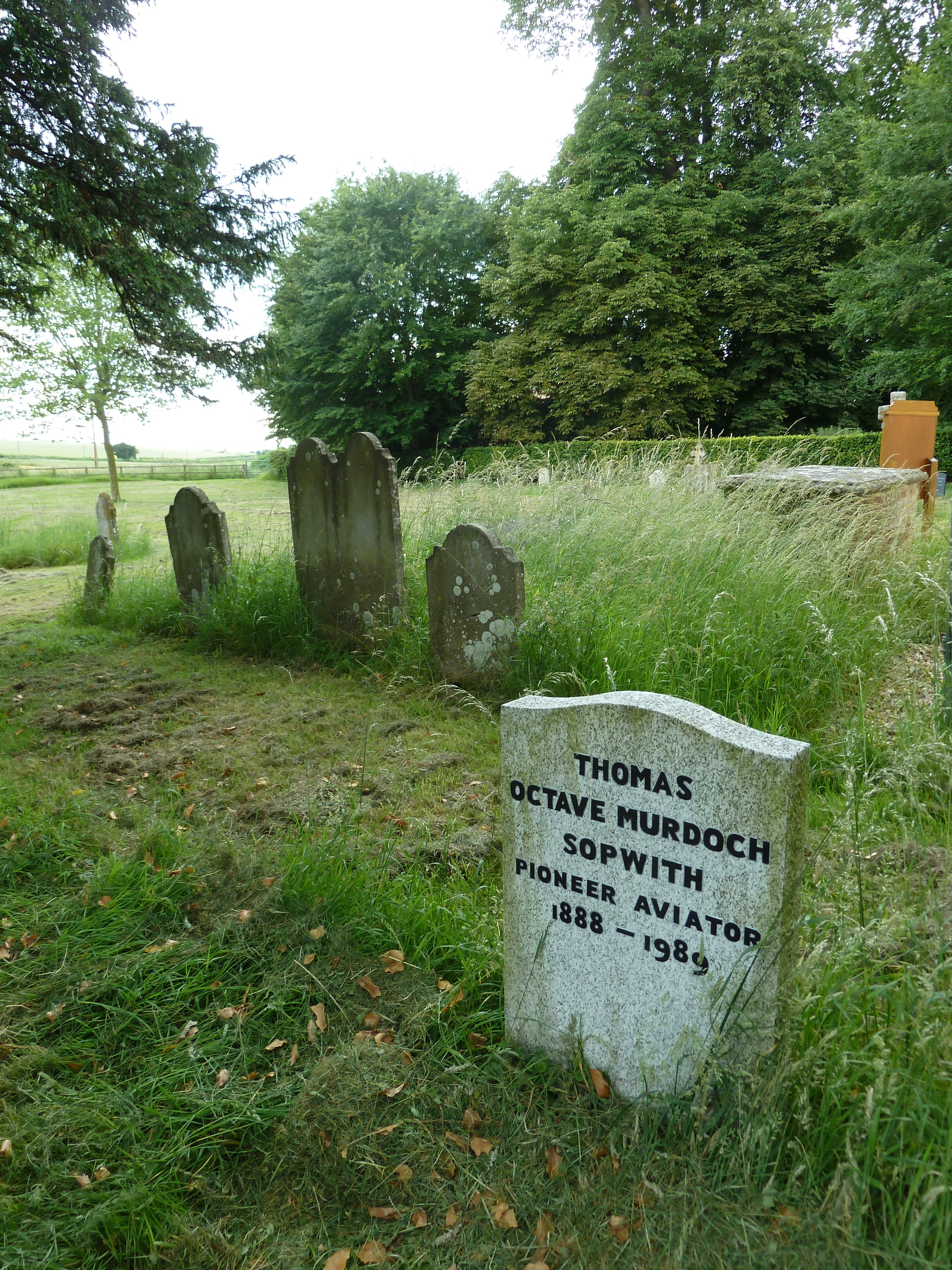
Tomba di Sopwith a Little Somborne

Sopwith si interessò al volo dopo aver visto John Moisant trasportare passeggeri attraversando il canale della Manica. Il suo primo volo avvenne con Gustave Blondeau su un Henry Farman, a Brooklands. Comprò un Howard Wright Avis monoplano e imparò a guidarlo da autodidatta; volò da solo il 22 ottobre 1910. Precipitò dopo sole 300 yard (275 m), ma migliorò velocemente, e il 22 novembre fu premiato con il Royal Aero Club Aviation Certificate No. 31, volando con un Howard Wright 1910 Biplane.
Nel dicembre 1910, Sopwith vinse 4000 £ come premio per il volo più lungo dall'Inghilterra al continente, volando per 169 miglia (272 km) in 3 ore 40 minuti. La vincita servì per creare la Sopwith School of Flying di Brooklands.
Nel giugno 1912 Sopwith con Fred Sigrist e altri fondò la Sopwith Aviation Company, a Brooklands. Il 24 ottobre 1912 con un Wright Model B ricostruito da Sopwith e con motore ABC Motors di 40 hp, Harry Hawker vinse la British Michelin Endurance con un volo di 8h 23m. La Sopwith Aviation costruì il suo primo velivolo militare nel novembre 1912, e l'azienda si spostò a Kingston upon Thames. L'azienda costruì più di 18 000 velivoli per gli Alleati durante la Grande Guerra, inclusi 5 747 esemplari del celeberrimo Sopwith Camel.
Sopwith ricevette l'Order of the British Empire nel 1918 e ottenne il Knight Bachelor nel 1953.
Morì nell'Hampshire il 27 gennaio 1989, all'età di 101 anni. È sepolto con sua moglie Phyllis Brodie Sopwith presso il 11th-century All Saints Church a Little Somborne, Winchester.

## Yachting
Sopwith gareggiò nella America's Cup con un Classe J, la Endeavour nel 1934, e Endeavour II nel 1937, entrambe disegnate da Charles Ernest Nicholson. Sopwith andò vicino alla vittoria nel 1934 e divenne presto una leggenda in questo sport tanto che nel 1995 fu inserito nella America's Cup Hall of Fame.
Nel 1927 Sopwith commissionò alla Camper and Nicholsons la costruzione di uno yacht a motore, il Vita. La barca fu venduta nel 1929 a Sir John Shelley-Rolls che la rinominò Alastor. Durante la seconda guerra mondiale fu utilizzato dalla Royal Navy per approvvigionare i vascelli della marina a Strangford Lough. Nel 1946 un incendio la distrusse a Ringhaddy Sound dietro Strangford Lough.
Nel 1937 Sopwith ricevette lo yacht Philante, sempre della Camper and Nicholsons. Durante la guerra fu utilizzato dalla marina per scorta alle navi con il nome di HMS Philante. Dopo la guerra ritornò in mano a Sopwith che lo vendette ai reali di Norvegia nel 1947.

## Onorificenze
- CBE
- Hon FRAeS
- Membro del Air Squadron.
- La casa di Mayfair, No. 46 Green Street, dove visse dal 1934 fino al 1940, ha la blue plaque.[13] Nel 1940 si spostò a Warfield Hall, Berkshire.[14]